# به ذات خود

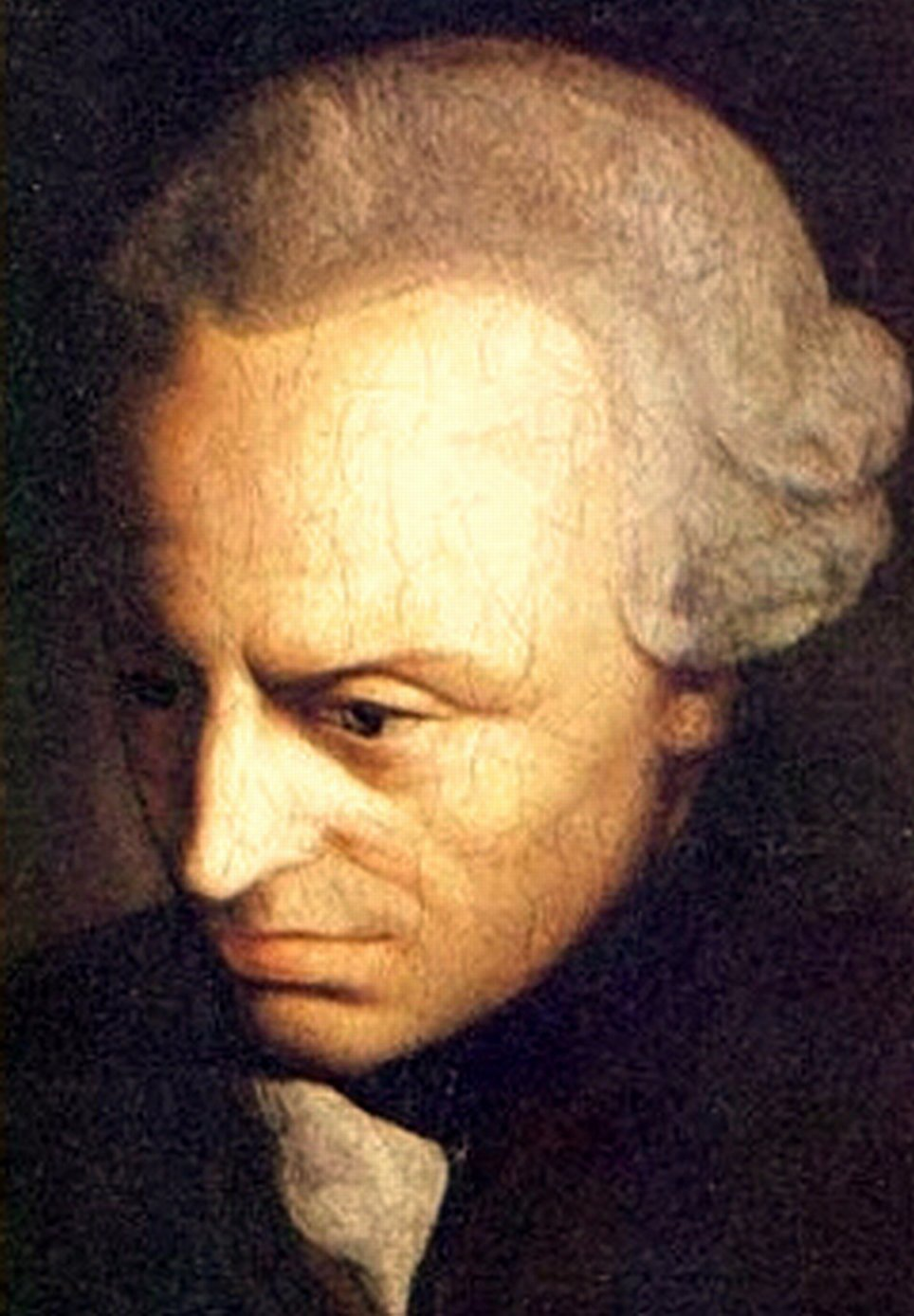
امانوئل کانت

در فلسفه کانتی، یک چیز به خودی خود (به آلمانی: Ding an sich) یک شی است به ذات خود. این مفهوم توسط فیلسوف آلمانی امانوئل کانت معرفی شد و به مناقشات زیادی در میان فیلسوفان منجر شد. و با مفهوم کانت از نومن ارتباط نزدیک دارد.
وجود شیء فی‌نفسه به معنای جهان مستقل از ذهن و مسائل مرتبط به آن همواره یکی از مهمترین مسائل فلسفه به شمار می‌آمده است. به نظر بسیاری از متفکران، در طول تاریخ تفکر فلسفی، شیء فی‌نفسه از واقعیت برخوردار نیست. کانت از زاویه دیگری شیء فی‌نفسه را در نظر می‌گیرد. وی بیان می‌کند که متعلق آگاهی ما فقط پدیدارها هستند اما پدیدار بدون چیزی که این پدیدار، پدیدار آن باشد معنا ندارد. بنابراین لحاظ شیء فی‌نفسه برای ایجاد آگاهی ضروری است چرا که تجربه محصول شیء فی‌نفسه و فاهمه، هر دو، است.

## فلسفه کانتی
کانت در آموزه ایده آلیسم استعلایی خود استدلال کرد که مجموع همه اشیاء، جهان تجربی، مجموعه ای از ظواهر است که وجود و پیوند آنها فقط در بازنمایی‌های ما رخ می‌دهد. و شی فی نفسه، مستقل از تجربه، و به ذات خود است.